# Pajor Ödön
Pajor Ödön, született: Pollák Mózes (Kiskunmajsa, 1879. június 28. – Budapest, 1935. október 24.) színész, operaénekes (bariton). 

## Pályafutása
Szülei Pollák Ábrahám kereskedő és Beck Róza. Gimnáziumi tanulmányai befejezése után az Országos Zeneakadémiára iratkozott be, ahol operaénekesi diplomát szerzett. Pollák családi nevét 1904-ben változtatta Pajorra. A pályát Kolozsvárott kezdte 1906-ban, ahol az ízléséről híres közönség minden alkalommal szeretetével tüntette ki. 1911. december 7-én a Népopera megnyitó előadásán a Quo vadisban Chilon szerepében mutatkozott be, ezóta a Városi Színházban működött. 1935-ben hunyt el a budapesti Korányi klinikán ötvenhat esztendős korában. Felesége Bayer Róza volt.

## Főbb szerepei
- Mirakel (Hoffmann meséi)
- Figaro (Sevillai borbély)
- Scarpia (Tosca)
- Rigoletto (Címszerep)
- Falke (Denevér)
- Douphal (Traviata)
- Bedőházy Kálmán (A cigánykirály)
- Vogl (Három a kislány)
- Ruggiero (Zsidónő)
- Bogár Imre (Sárga csikó)
- Miniszterelnök (A cárevics)
- Főpap (Varázsfuvola)
- Ruy Gomez (Ernani)
- Chaunard (Bohémélet)
- Don Pizatto (Fidelio)
- Zsupán (Cigánybáró)
- Gáspár apó (Cornevillei harangok)